# 建筑间距

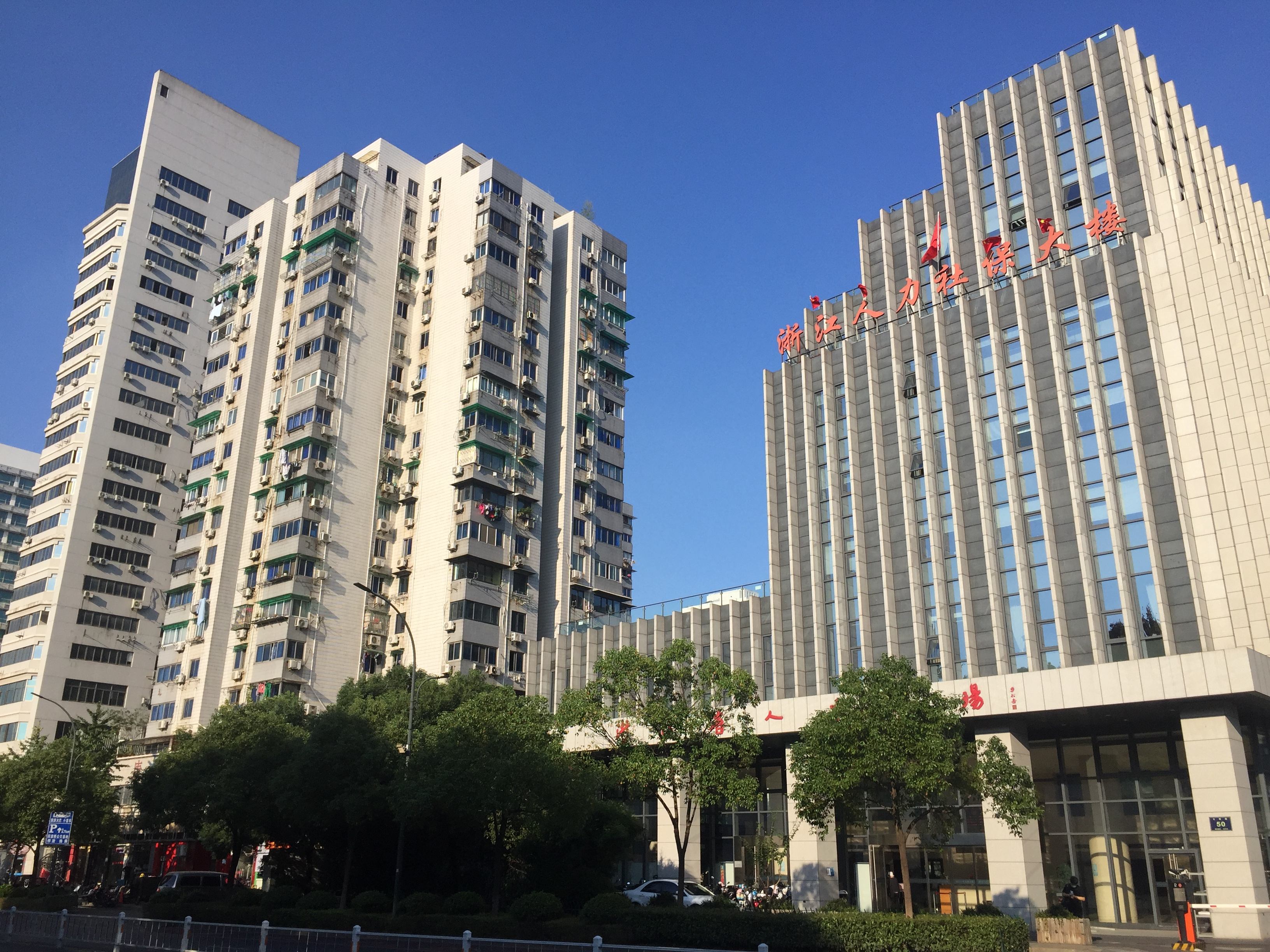
为减小建筑间距并同时满足日照要求，可将建筑设计成退台式。

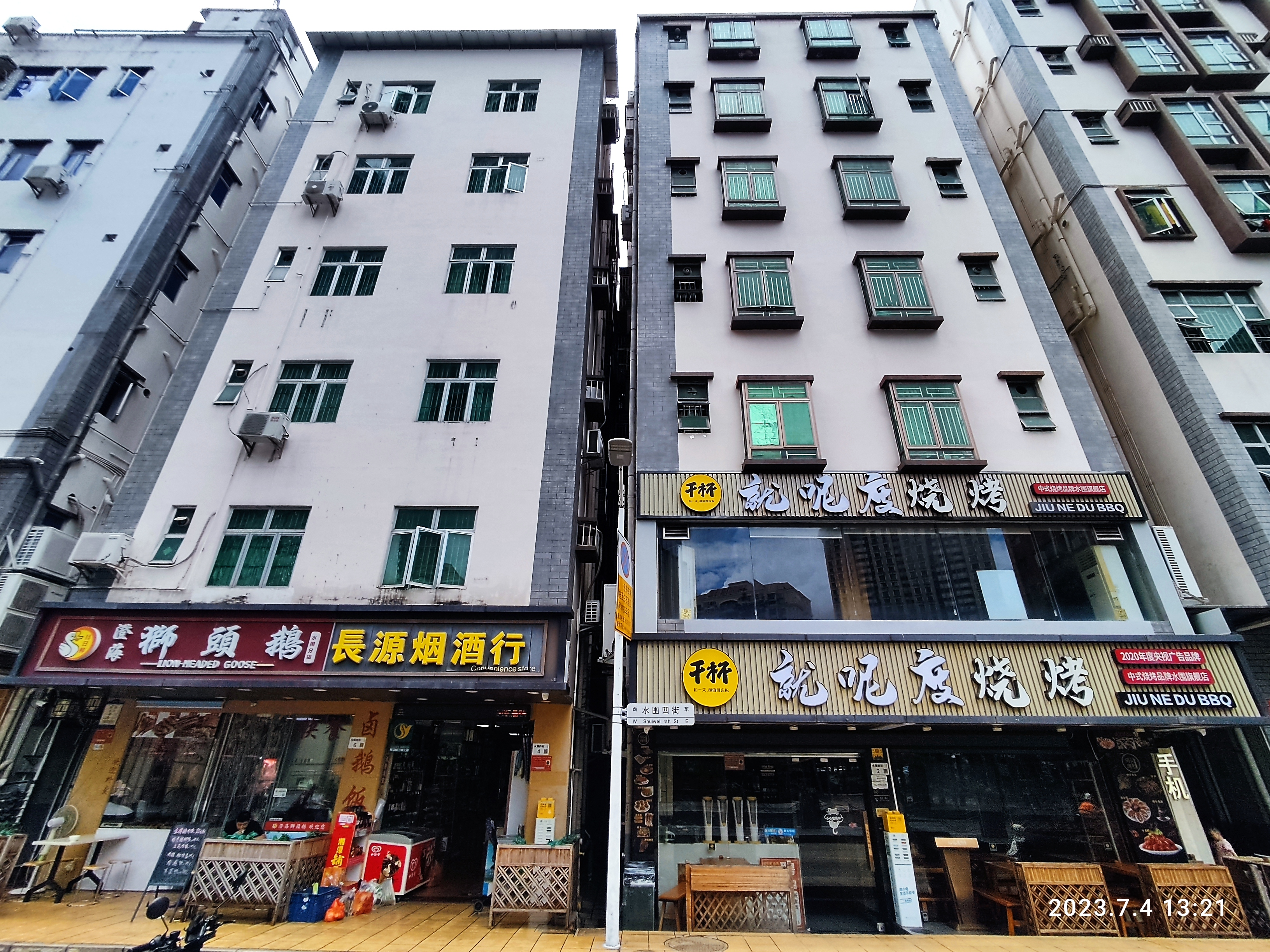
深圳福田水圍城中村内的“握手楼”

建筑间距简而言之就是指建筑之间的距离，其具体计算方法可能因地而异。在中国大陆，建筑间距可分为日照（正向）间距、侧向间距和消防间距。城市规划特别是在详细规划中对建筑间距有严格要求，这主要是为了考虑日照（南北向建筑）、通风以及地下管线的布置以及消防问题，沿街建筑还要考虑街景的需要。

## 各地标准
中华人民共和国国家标准中相关条文如下：
5.1.2 建筑间距应符合下列规定：
1 建筑间距应符合现行国家标准《建筑设计防火规范》GB 50016的规定及当地城市规划要求；
2 建筑间距应符合本标准第7．1节建筑用房天然采光的规定，有日照要求的建筑和场地应符合国家相关日照标准的规定。——民用建筑设计统一标准（GB 50352-2019） 5.1 建筑布局
7.1.1 建筑中主要功能房间的采光计算应符合现行国家标准《建筑采光设计标准》GB 50033的规定。——民用建筑设计统一标准（GB 50352-2019） 7.1 光环境
《建筑设计防火规范》规定的各种不同类型建筑之间最小间距的计算方法十分复杂，但可粗略归纳为：多层建筑之间的建筑左右间距最少为6米，多层与高层建筑之间为9米，高层建筑之间的间距为13米。
中国大陆的城市新建建筑一般需要严格遵守各种建筑间距的相关规定。但是，城中村因历史遗留等原因，并不遵守城市的相关规范，因此形成了“握手楼”的景观。
韩国的建筑间距不同，由于土地属于个人私有，每个地块都要充分利用，所以多层建筑之间多为1米。